# 巴爾達區 (阿塞拜疆)
巴爾達區是阿塞拜疆的一個區，位於該國中部。面積約920平方公里，人口136,000人。首府巴爾達。1930年建區。